# Качинцы
Качинцы (хак. хаас, мн. хаастар) — этнографическая группа хакасов. Носители качинского диалекта хакасского языка. Ветвь хакасской народности с примесью палеосибирцев, ненцев, и финно-угров, живущая по левому берегу Енисея, в степной части Хакасии от верховьев Чулыма (Орджоникидзевский район Хакасии) до реки Абакан (Усть-Абаканский и Алтайский районы).
В XVIII веке проживали под Красноярском, где до сих пор протекает р. Кача. Поэтому связывать этноним «хааш» (хаас) с Хакасско-Минусинской котловиной можно только после 1720-1740 годов, после переселения джунгарским хунтайджи Цеваном Рабданом в Притяньшанье енисейских кыргызов, когда основная масса качинцев передвинулась вверх по р. Енисей, на свободные земли по pекам Июсы и Абакан.
Согласно свидетельству Г. Ф. Миллера, русское название «качи» (или «качинцы») появилось в XVII веке по имени самого крупного сеока хашха (хасха), общим же самоназванием являлся этноним «ызыр». Русская форма «качи» затем была перенята хакасским населением как «хааш» (хаас), но уже в значении общего обозначения скотоводов Качинской степной думы. Название «хааш» характерно для этнических образований и других народов Южной Сибири. Например: «хааш» — один из основных сеоков тофаларов, «хааш» — тувинское название сойотов, «хааш» — дархатское обозначение тувинцев-тоджинцев, «хара хааш» — тувинское наименование тофаларов. Наряду с формой «хааш», среди родовых подразделений оленеводов (тувинцев-тоджинцев, сойотов и хубсугульских урянхайцев) встречается название «хаасут». Этот сеок восходит к потомкам жителей Кайсотской землицы XVII в. Этноним «хаасут», по мнению многих исследователей, происходит от монгольской формы множественного числа термина «хаас» (хааш), который, в свою очередь, видимо, сопоставляется с самодийским словом «хаса» — человек (буквально смертный, от самодийского ха — умереть). Выяснение истинного ареала этого этнонима подтверждает правоту многих учёных, полагающих, что он связан с таёжными самодийцами, не имеющими этногенетических связей с тюркоязычными качинцами. По мнению китаеведа С. Е. Яхонтова, этноним «хааш» встречается в летописях «Новой истории Тан» в форме «гээчжи». Народ гээчжи обитал рядом с племенем дубо в пределах Восточных Саян, где и ныне жители сохранили своё исконное самоназвание.
Сагайцы и кызыльцы считали качинцев выходцами из страны Торбет, т. е. дербетами из Северо-Западной Монголии. Согласно преданиям, монгольский хан отдал одно из своих племён в приданое дочери, вышедшей замуж за кыргызского князя Оджен-бега. Последняя версия подтверждает факт переселения в Хакасию части джунгаров (дэрбэтов). В 1756, в связи с разгромом Джунгарского ханства, около 7 тысяч беженцев были расселены в пределах Красноярского и Кузнецкого уезда. Они вошли в состав местных родов, что резко повлияло на масштабы их роста (численность качинцев за вторую половину XVIII в. возросла в 23,5 раза). В это время среди хакасов распространились легенды о Шуну батыре и Амур Сане, появились сеоки с этнонимом «ойрат» (т.е. джунгар) — ойрат хыргыс, ойрат хасха и т.д.
Население Качинской степной думы сложилось из оставшихся родов «Киргизской землицы», а также перекочевавших из-под г. Красноярска и Восточного Саяна кыштымов и ойратских беженцев из Джунгарии. Однако удельный вес кыргызов (езерцев) в этой административной единице был настолько велик, что даже в конце XVIII века качинцев иногда называли «киргизцами». Они подразделялись на следующие сеоки: хасха, хыргыс, бурут, соххы, ызыр, тиин, аара, чарын, частых, чильдег, ханмазы, аба, пильтыр, которые в свою очередь делились на более мелкие рода.
По переписи 1837 года качинцев было около 12 тысяч человек, в 1926 году все, за исключением 200 человек, показали себя хакасами.
По данным изучения Y-хромосомных гаплогрупп, качинцы входят в восточно-евразийский кластер. Встречаемость сублинии N1a2b1b1-Y68212 (Z35097) Y-хромосомной гаплогруппы N1a2b достигает у них 92 %. На филогенетическом древе генетиков хакасы-качинцы ближе к тундровым ненцам, чем последние к энцам. Возможно, что среди предков современных хакасов-качинцев были носители маторского языка (либо какого-то из диалектов маторско-тайгийско-карагасского континуума), настолько же в генетическом отношении близкие к ненцам, насколько маторский близок к ненецкому в лингвистическом отношении.

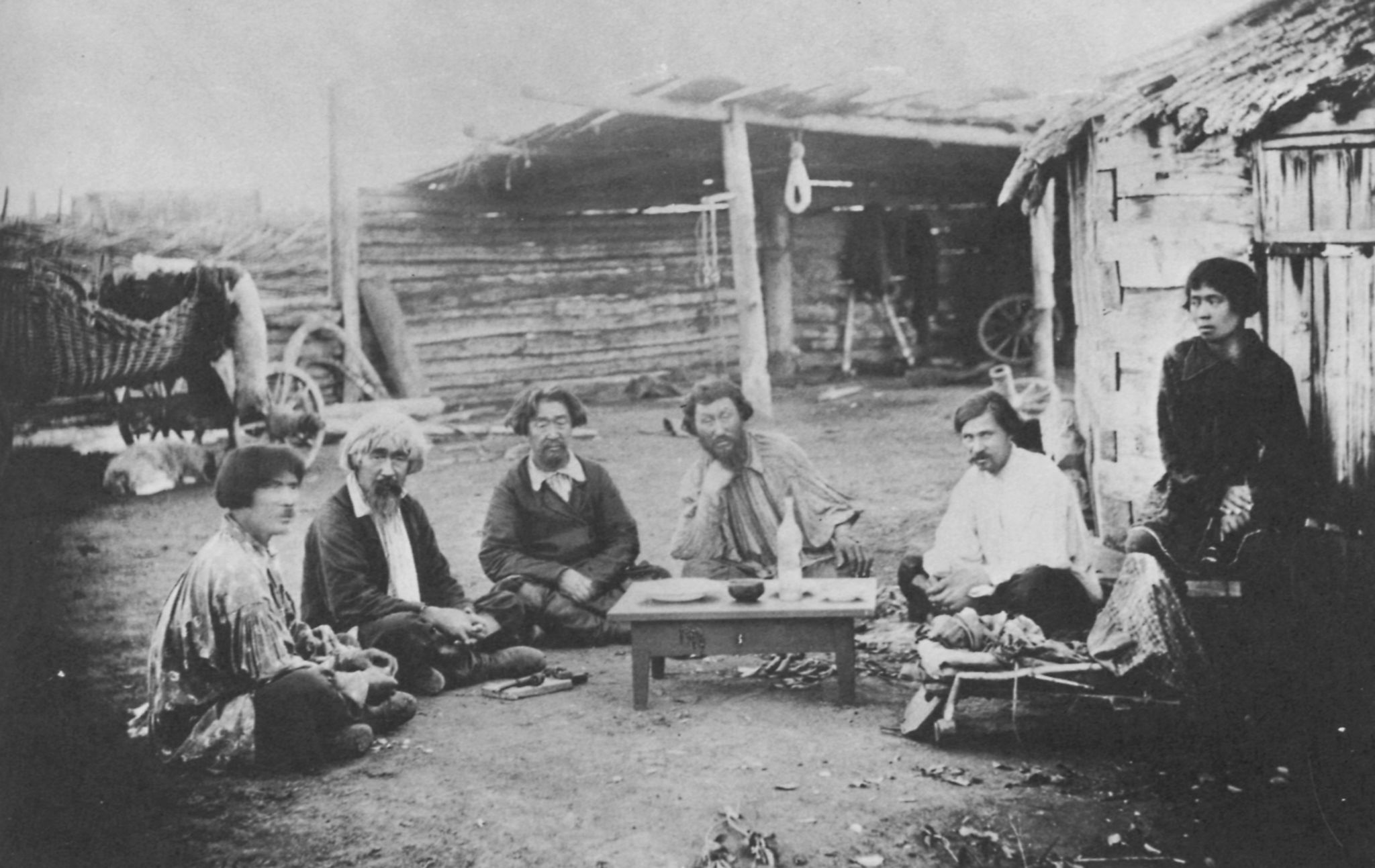
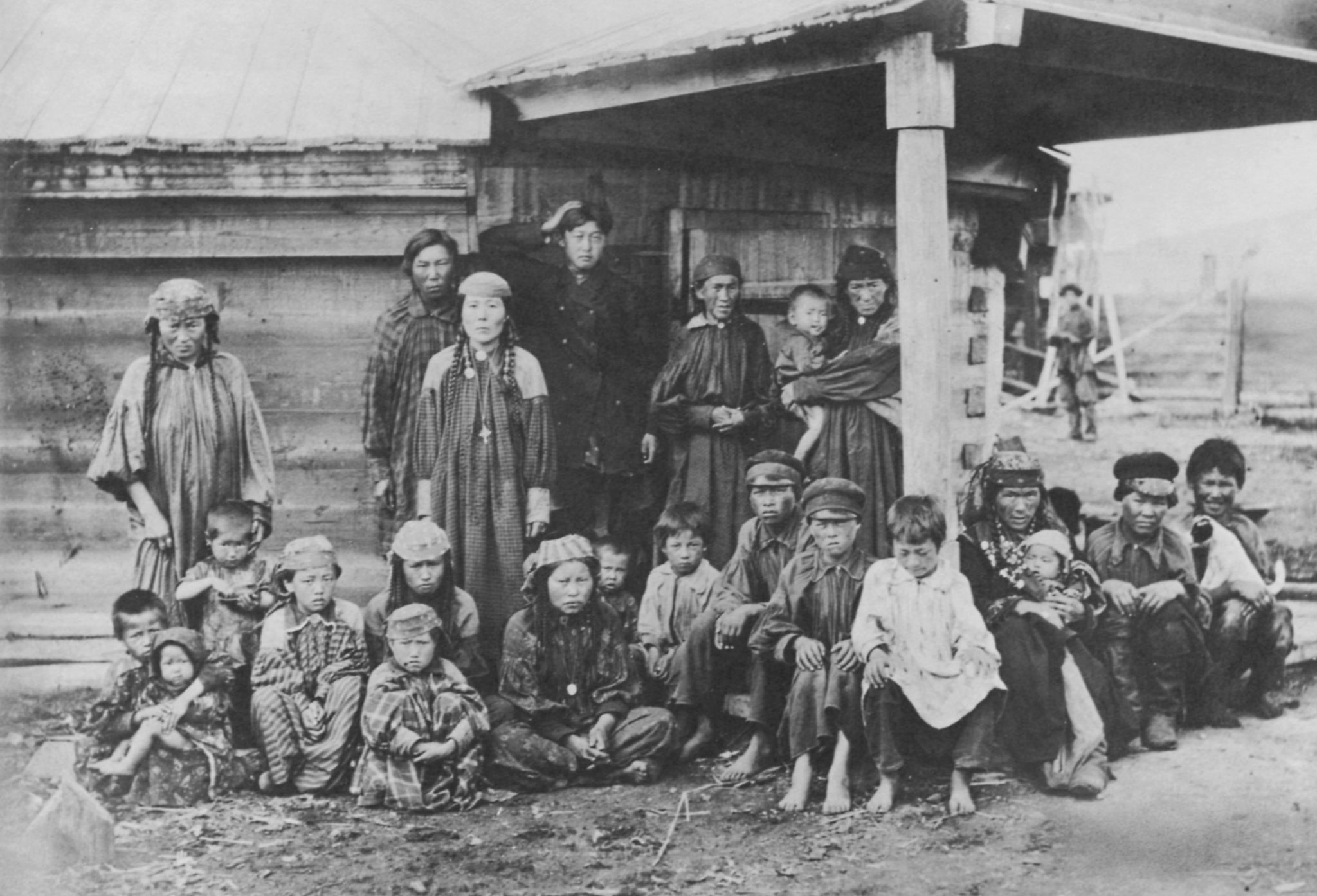
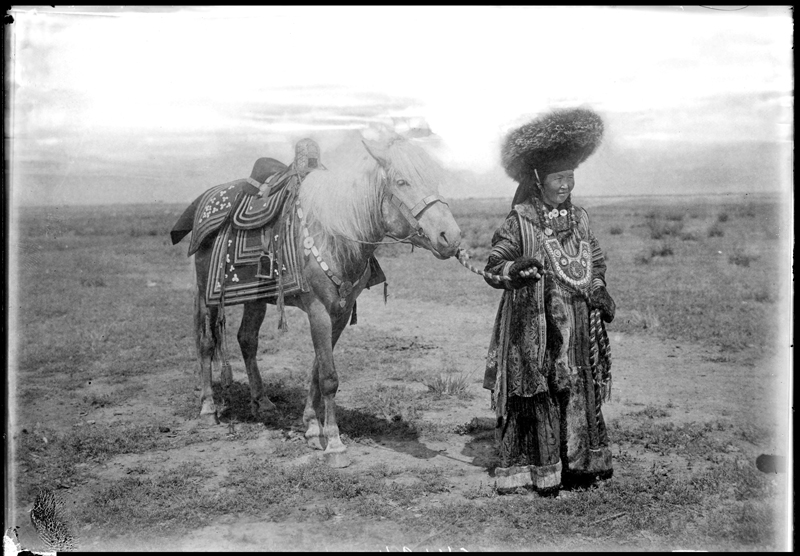
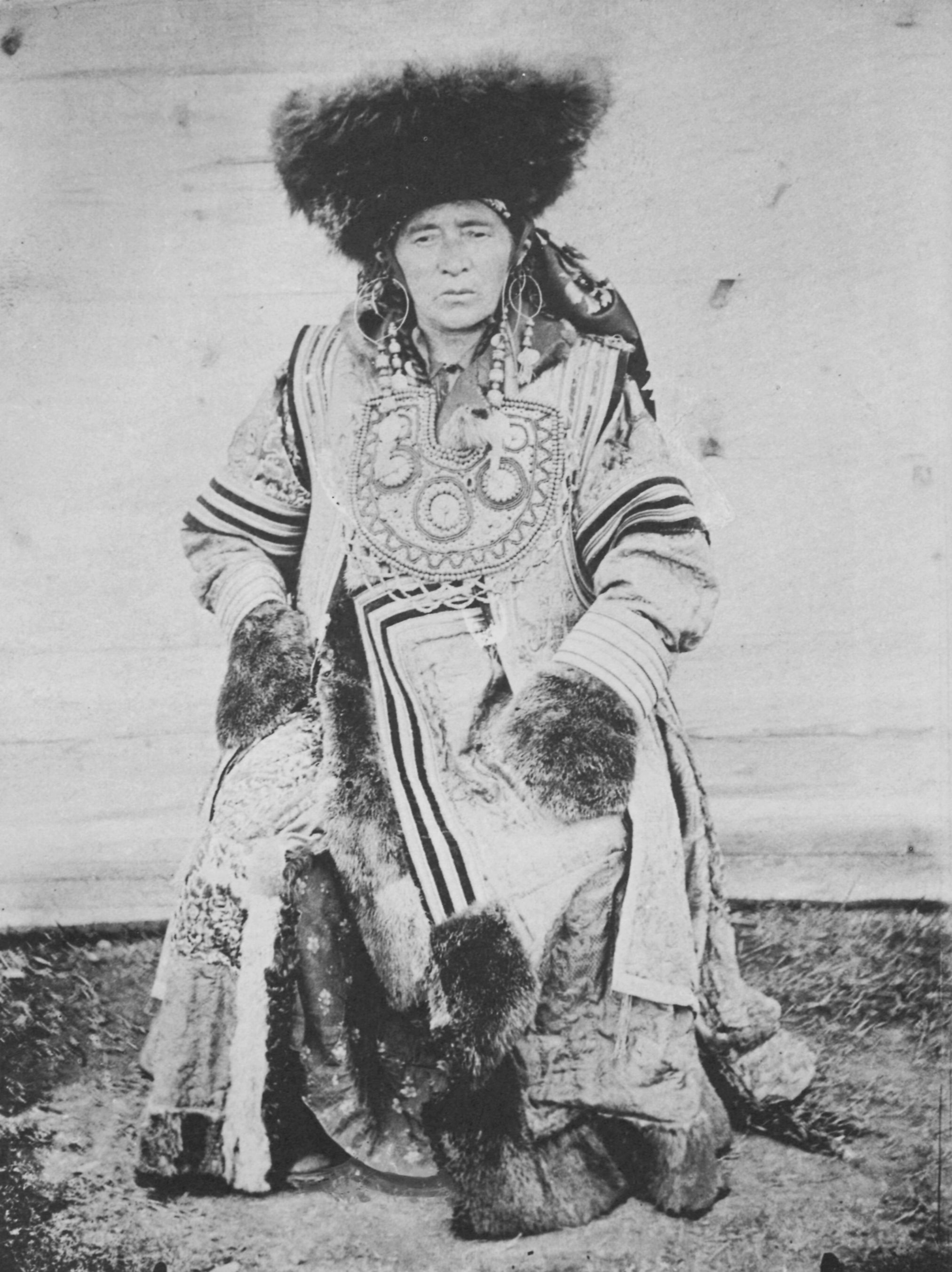